# الرتا
الرتا (به اسپانیایی: Alerta) یک منطقهٔ مسکونی در پرو است که در  Purús  واقع شده‌است.